# Jindřich Brouček
Jindřich Brouček (30. června 1893 Břeclav – 12. července 1932 Otrokovice) byl český letec, vojenský, zalétávací a dopravní pilot, působící jako šéfpilot tzv. Baťovy letecké společnosti. Tragicky zahynul při letecké havárii nedaleko letiště v Otrokovicích při nezdařeném vzletu za špatného počasí, spolu s průmyslníkem Tomášem Baťou.

## Život

### Mládí
Narodil se v Břeclavi na jižní Moravě, začal se učit zahradníkem v Schwechatech u Vídně. Po vypuknutí první světové války narukoval do řad rakouské armády. Nejprve byl zařazen jako řidič vojenských automobilů, následně byl zařazen do pilotního výcviku, který absolvoval v Německu. Poté sloužil u průzkumných a bojových útvarů rakousko-uherského letectva na východní a italské frontě. Dvakrát byl jeho letoun sestřelen: poprvé na východní, podruhé na italské. Při druhé z nehod zahynul druhý člen posádky letounu, Brouček byl těžce raněn a při následných operacích mu byla nahrazena čtyři žebra protézami ze zlata.[zdroj?] Po vyhlášení samostatného Československa 28. října 1918 a ukončení války pak pracoval jako letecký mechanik.

### Baťova letecká společnost
Od roku 1923 začal pracovat pro zlínského velkoprůmyslníka a výrobce obuvi Tomáše Baťu. Ten rozšířil pole své působnosti do letecké sféry rozšířil o založení Baťovy letecké společnosti v roce 1924, kdy byly v provozu jeho dvě vlastní firemní letadla: letoun Albatros, který Brouček a další smontovali ze součástí jiných dvou vyřazených letadel v roce 1923, a zakoupený Letov. Brouček zde záhy začal působit jako šéfpilot společnosti.

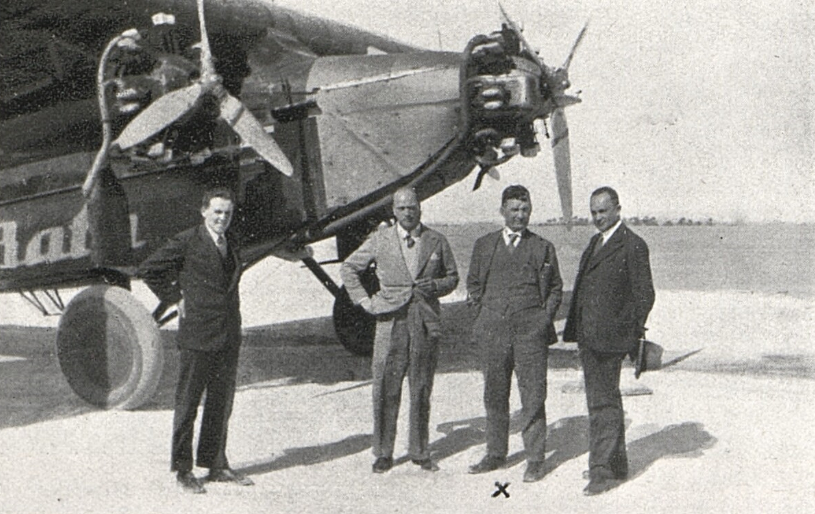
Tomáš Baťa (označen x) při cestě do Nizozemské východní Indie s letounem Avia F-VIIb-3m (Světozor, leden 1932)

Od roku 1924 firemní letadla sloužila jak k firemní propagaci, tak zároveň k dopravě osob (obchodní cesty). Pionýrskou dobu Baťových pilotů připomíná řadou dokumentů Josef Vaňhara. Svou základnu měla Baťova letadla v letech 1924 až 1928 na vlastním letišti na východním okraji Zlína. Od roku 1929 bylo firemní letiště přesunuto do Otrokovic.
Prvním moderním dopravním letounem byl od roku 1929 Junkers F 13 s kapacitou 4 cestujících. Od roku 1930 Baťovo dopravní letectvo používalo s imatrikulací OK-ATC licenční třímotorový desetimístný letoun Fokker F.VII, který vyráběla Avia pod označením Avia F-VIIb-3m. S tímto letounem (výr. č. 12) osazeným 3 československými motory Walter Castor (o výkonu 179–191 kW/240–260 k) a za Broučkovy pilotáže vykonal Baťa na přelomu let 1931/2 obchodní dálkový let Zlín–Batavia (Nizozemská východní Indie) a zpět do Zlína v délce 30 500 km. Po startu v Otrokovicích následovala trasa přes Benátky a Řím do jihoitalské Nicotery, přes Středozemní moře se Baťa plavil lodí, aby v Tunisu opět nasedl do letounu. Přes Syrtu, Alexandrii, Jeruzalém, Bagdád, Gwadar, Díllí se dostal do Kalkaty. Odtud pravidelnou linkou zaletěl do Batavie na Jávě a zpět. Zpáteční cesta pak vedla opět Fokkerem z Kalkaty přes Bagdád, Aleppo do Istanbulu. Do Bratislavy Baťa cestoval vlakem, odtud pak letounem do Otrokovic. Baťova cesta byla velmi mediálně sledována a informovaly o ní například i The New York Times. Jednalo se zároveň o doposud nejdelší dopravní let československého stroje.

### Úmrtí
Dne 12. července 1932 Tomáš Baťa a Jindřich Brouček společně zahynuli při letecké nehodě, když v osobním letadle společnosti Junkers F 13 mělo odletěl do Švýcarska, a kde se měl Baťa zúčastnit otevření nové pobočky v městečku Möhlin na břehu Rýna. Letoun startoval z firemního letiště v Otrokovicích. Let byl kvůli mlze o 1 hodinu odložen. Baťa trval na odletu, a při tom tvrdil, že je jeho přílet na 10. hodinu oznámen do Curychu. 8 minut před 6. hodinou ráno letadlo odstartovalo. Letadlo spadlo z výšky kolem 20 až 30 m poblíž továrny na Bahňáku. Brouček byl nalezen mrtev v kokpitu, přičemž v rukou ještě svíral knipl letadla, jakoby chtěl do poslední chvíle zabránit tragédii.
Vyšetřování následně došlo ke dvěma možným verzím:
1. verze: pilot pozoroval elektrické vedení, které probíhalo nad areálem Bahňák, když se mu snažil vyhnout, zachytil o roh buď papírny, nebo pily.
2. verze: letadlo bloudilo v mlze několik minut nad Napajedly, ale pilot se nedokázal zorientovat, snad se i pokusil nouzově přistát.

Pohřben byl v rámci společného pohřebního rituálu s Tomášem Baťou na nedlouho předtím zřízeném Lesním hřbitově ve Zlíně. Ve Zlíně v Bartošově čtvrti po něm byla v roce 1995 pojmenována ulice.